# 周汝璣
周汝璣（16世紀—17世紀），字，號柱瀛，河南汝寧府商城縣人，明朝、南明政治人物。萬曆丙辰進士，官至福建左布政使。以擁立隆武帝之功，升左通政。福京陷落後歸隱。

## 生平
萬曆三十七年（1609年）己酉科河南鄉試第五十三名舉人，四十四年（1616年）丙辰科進士。工部觀政，四十五年授直隸池州府推官，廉潔有操守，多次平反冤獄，釋放幾百人。天啓元年（1621年）應天府同考，二年行取，三年授福建道監察御史，本年巡視蘆溝橋，和兄長周汝弼彈劾魏忠賢；四年出為陝西按察司僉事，調浙江淮揚道僉事，六年轉山西布政使司參議、兵備河東，在當地疏通鹽利，七年养病。崇祯二年起補江西參議，三年升山西按察司副使、兵備淮海，於蘇家嘴築隄三十里防止水災，灌溉千頃農田；同時拘捕流寇邵飛黃、李龍山，擊敗攻擊海州的海寇船隻，崇祯七年升湖廣布政使司參政、兵備武昌，因為平寇之功，授湖廣左布政使，上奏免去未交賦稅五十萬，改福建左布政使。
弘光元年（1645年）六月，周汝璣偕同福建三司官員迎立隆武帝，以擁戴之功，升左通政，呈上明太祖、明成祖御像，晉工部左侍郎，福京失守後歸隱終老。

## 家庭
曾祖周璨，儒官。祖父周澤，將仕郎。父周謙，生员。兄周汝弼。子周鳴皋，字仲符，恩貢，不仕。

## 引用
1. ↑  黄尊素《与周柱瀛》
2. ↑  《萬曆四十四年丙辰科進士履歷》：周汝玑，柱瀛，易二房，己丑五月初五日生。商城县人，己酉五十三，会二百七十三，三甲一百八十四名。工部政，丁巳授池州府推官，辛酉應天同考，壬戌行取，癸亥授付建道御史，本年巡视芦沟桥，甲子升陕西佥事，調浙江淮楊道，丙寅升陕西参议，丁卯养病，己巳江西参议，庚午升山西付使，淮海道，甲戌升武昌道按察使。曾祖璨，儒官。祖澤，將仕郎。父謙，生员。
3. 1 2  錢海岳《南明史·卷四十三·列傳第十九》：周汝璣，字柱衡，商城人。萬曆四十四年進士。授池州推官，操持整潔，詳刑多平反，釋者百計。遷福建道御史，與兄汝弼劾魏忠賢。出為陝西僉事，調浙江，轉河東參議。改維揚，疏通鹽利。調淮海副使，築蘇家嘴隄三十里障水，溉田千頃。禽逋寇邵飛黃、李龍山，防海州，以士卒破寇舟百餘。
4. ↑  《商城縣志·卷八·貢舉志》：萬曆己酉科（舉人）……周汝璣 汝弼之弟見進士……
5. ↑  《思文大紀·卷一》：閏六月初二日，福建布、按、都三司、左布政使周汝璣、參議傅雲龍、張文輝、副使僉事柴世珽、陸懷玉、李長倩、羅萬爵、張夬、劉柱國、張晉徵、王芋、都司陳績、郭軻、楊陞誠具箋迎賀。
6. ↑  錢海岳《南明史·卷四十三·列傳第十九》：歷武昌參政，有平寇功。除湖廣左布政使，奏免逋賦五十萬。改福建。紹宗即位，以擁戴功，擢左通政。上二祖御容，晉工部左侍郎。福京亡，歸隱卒。子鳴皋，字仲符。恩貢，不仕。